# Самоубийство Лукреции

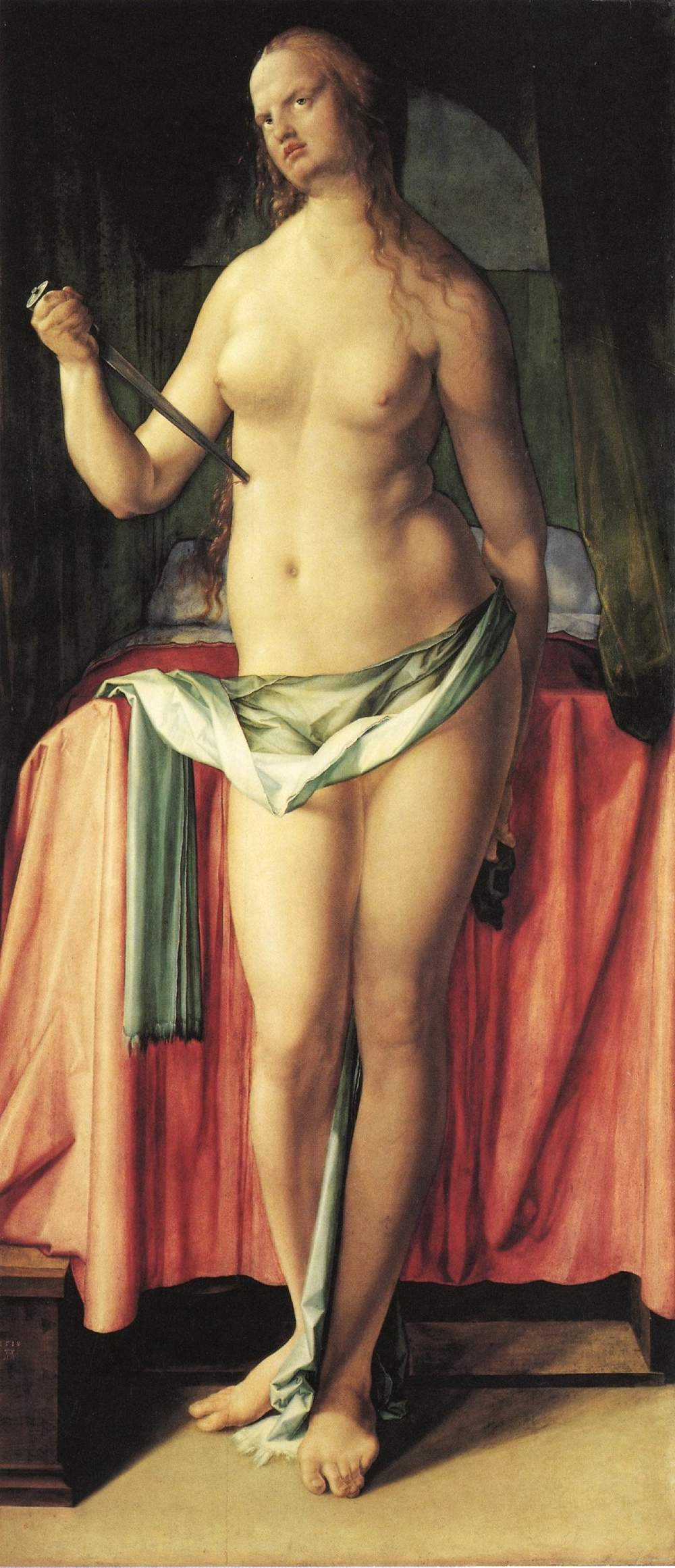
Самоубийство Лукреции, 168 x 75 см

Самоубийство Лукреции —  картина, написанная маслом на липовой доске Альбрехтом Дюрером, подписанная и датированная 1518 годом. Сохраняется в коллекции Старой пинакотеки, Мюнхен. На ней изображена древнеримская героиня Лукреция (умерла в 510 г. до н.э.), жена Луция Тарквиния Коллатина, в высоком и узком обрамлении, в акте самоубийства, чтобы избежать позора изнасилования своим двоюродным братом 
Секстом Тарквинием.
Лукреция стоит перед тесной и резко освещённой комнатой, в которой находится свадебная кровать, на которой её изнасиловали. Она смотрит в небо, как будто просит богов стать свидетелями её самоубийства. Лицо Лукреции выдаёт чувство позора, когда она наносит удар мечом в живот. Панель является второй обработкой Дюрера Лукреции после очень похожего рисунка 1508 года. Более ранняя композиция, нарисованная тушью на бумаге, находится в Галерее Альбертине в Вене.

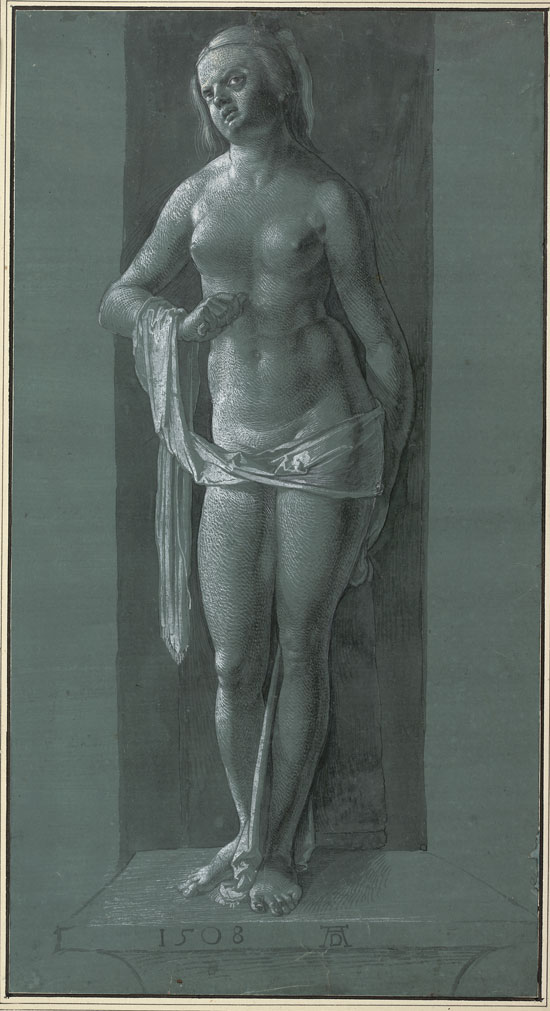
Самоубийство Лукреции, 1508 год, кисть, серые и чёрные чернила, серое напыление, 42.3 x 22.6 см. Галерея Альбертина, Вена
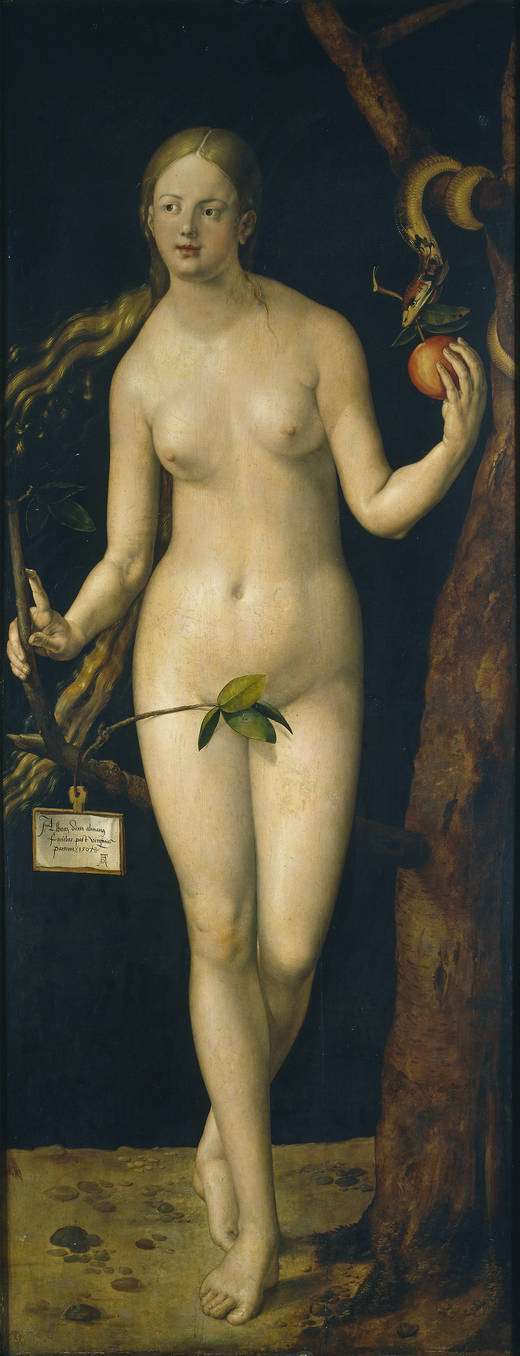
Адам и Ева, 1507 г., Прадо, Мадрид

Рана Лукреции находится не в центре её живота, как на рисунке 1508 года, но ниже её правой груди, повторяя рану Христа от копья. Критики упомянули, что этот акт бескровный, без каких-либо брызг на простынях, обычно связанных с подобным лечением того времени. Однако картина была выполнена с изяществом, с мазками кисти, представляющими ткани особенно подробно, и состоит из множества красных, синих и зелёных пигментов. Белая драпировка вокруг её бедер — более позднее дополнение, примерно с 1600 года.
Историки искусства не склонны рассматривать "Самоубийство Лукреции" как одну из лучших картин Дюрера, и её часто сравнивают, не в лучшую сторону, с аналогичной работой Лукаса Кранаха Старшего. Тем не менее, историки искусства видят в Дюрере менее формальное обращение, более внутреннее и озабоченное противостоянием смерти и умирания. Между 1959 и 1960 годами Альберто Джакометти выполнил «Эскиз после Лукреции Дюрера», используя шариковую ручку на бумаге.

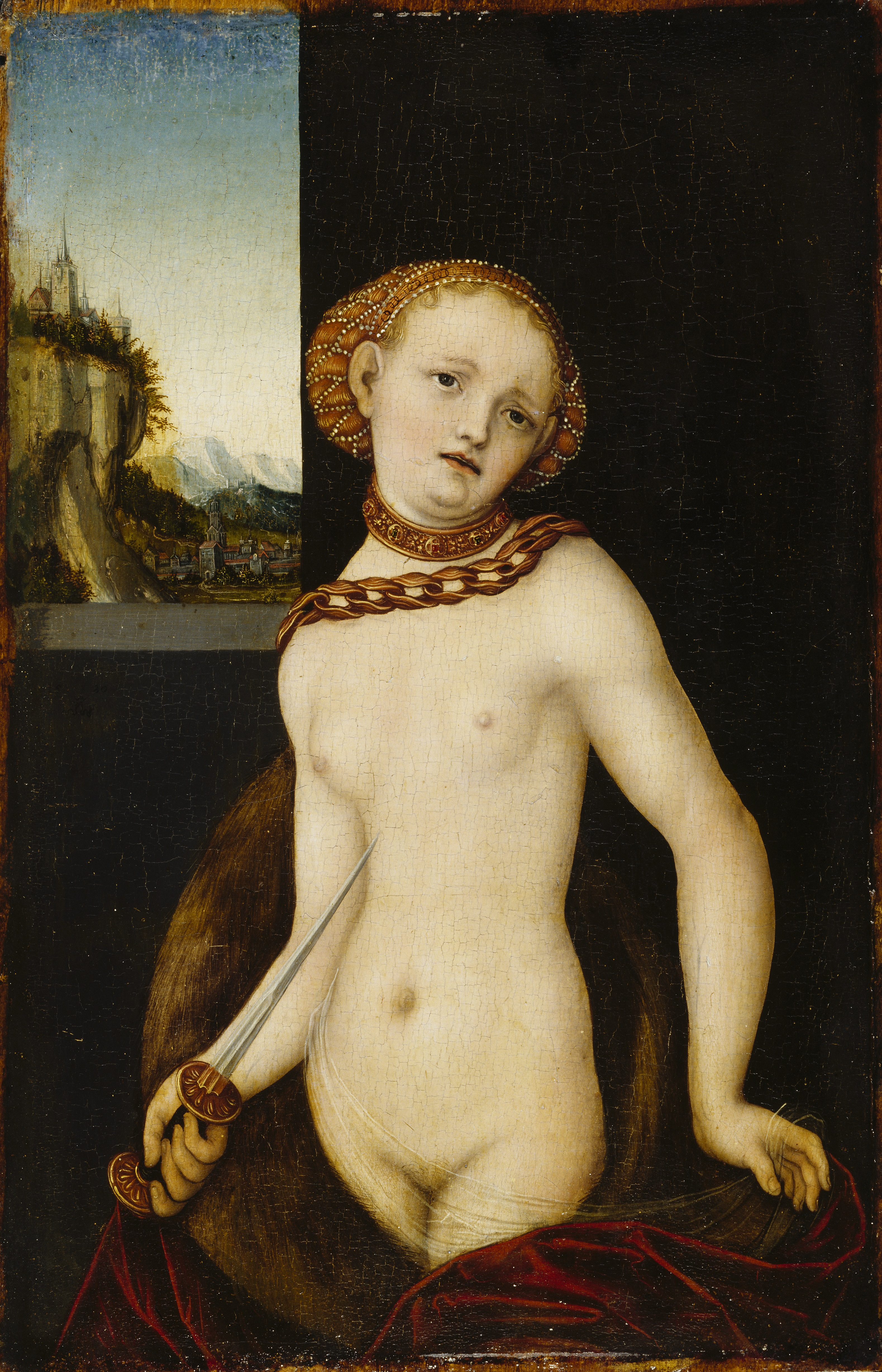
Лукреция, Лукас Кранах Старший, 1530 г., Художественный музей Синебрюхофф, Национальная Галерея Финляндии, Хельсинки
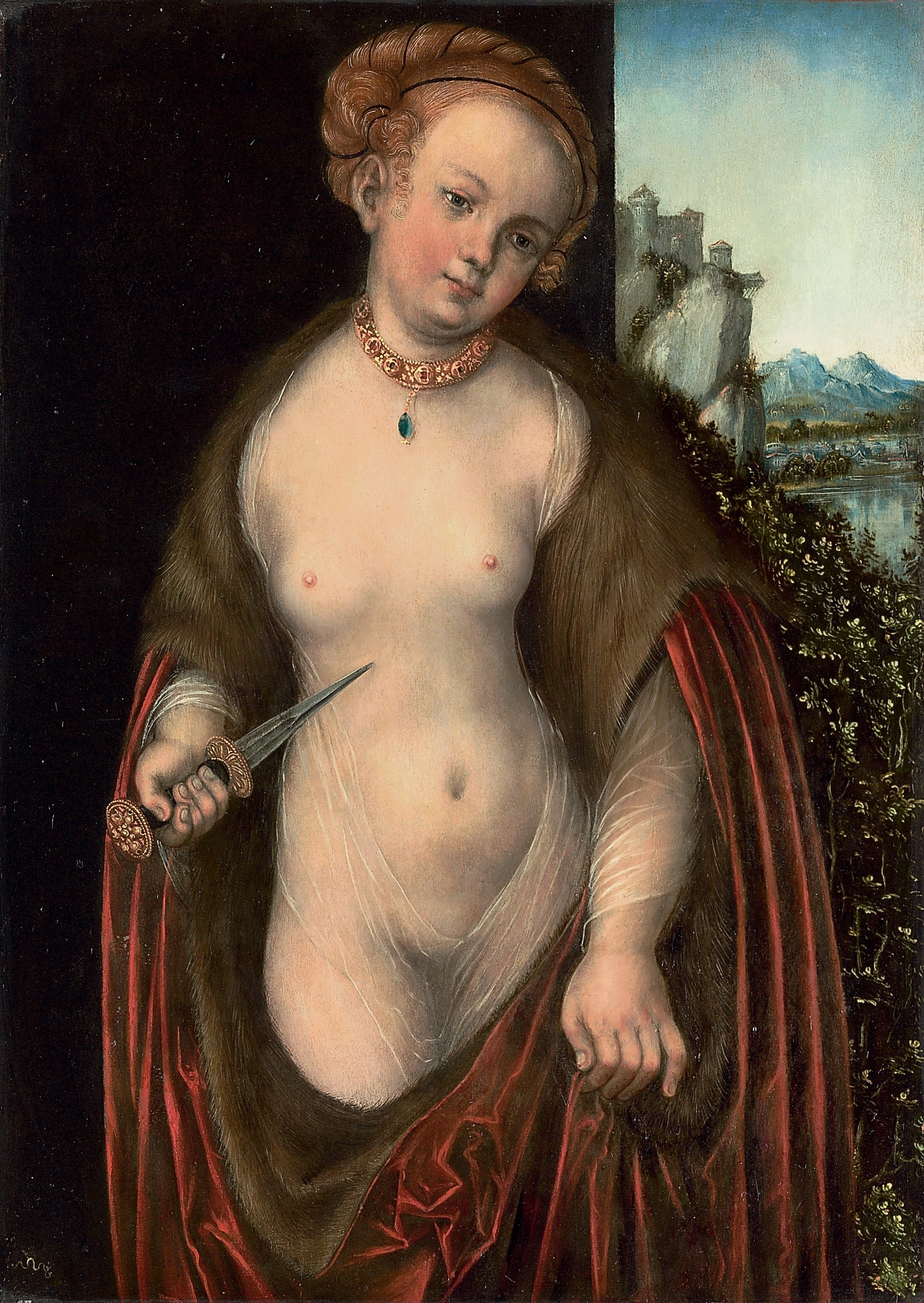
Лукреция, Лукас Кранах Старший, 1525-30 (до 1537). Частная коллекция

Её лицо несёт элементы идеализации, хотя по большей части она представлена как настоящая женщина. Выражение её лица, почти идентичное рисунку 1508 года, трудно интерпретировать, поскольку оно не содержит ни пассивности, ни целомудрия, ни хитрых косых взглядов, обычно ассоциируемых с её современными изображениями. Ей дают монументальную и статную позу, но без чувства языческой чувственности, присутствующего в его работе 1507 года Адам и Ева в Прадо, Мадрид. Критики отрицательно отметили её кислое выражение лица, неестественно вытянутую и непропорциональную фигуру и неудобную позу.
Картина была описана как одно из самых непопулярных произведений Дюрера, и многие историки искусства, в том числе Макс Фридлендер и Эрвин Панофский, неблагоприятно комментируют такие очевидные качества, как «строгость и неловкость». Искусствовед Федя Анцелевский назвал её «пародией, а не возвышением классической женской фигуры».
Учёная-феминистка Линда Халтс наблюдает, как «в самоубийственном жесте Лукреции есть механическое качество; кажется, что оно действует отдельно от выражения её лица, и, похоже, не требует помощи другой руки, которая странным образом расположена за её спиной».